# Barbara Paul
Pour les articles homonymes, voir Paul.
Barbara Paul, née le 5 juin 1931 à Maysville dans le Kentucky et morte en juin 2022, est une femme de lettres américaine, auteure de roman policier et de science-fiction.

## Biographie
Après des études dans plusieurs universités américaine (université d'État de Bowling Green) et européennes (Oslo, Vienne), elle devient professeure à l'université de Pittsburgh où elle enseigne le théâtre. 
Elle commence sa carrière littéraire par des nouvelles et le roman de science-fiction An Exercise for Madmen publié en 1978, adaptation moderne d’une tragédie d'Euripide selon Claude Mesplède. En 1979, paraît son premier roman policier The Fourth Wall. Avec Intermezzo pour Caruso (A Cadenza for Caruso), elle étend son œuvre au roman policier historique. Par la suite, elle alterne l’écriture d'une vingtaine de romans dans ces trois genres littéraires. 
Dans Intermezzo pour Caruso, elle met en scène Enrico Caruso qui sera le héros de deux autres romans, Prima Donna at Large et A Chorus of Detectives. Une autre série débutant avec Le Portrait de l'artiste en tueur (The Renewable Virgin) est consacrée à une femme sergent de police, Marian Larch.

## Œuvre

### Romans de science-fiction
- An Exercise for Madmen (1978)
- Pillars of Salt (1978)
- Bibblings (1979)
- Under the Canopy (1980)
- The Three-Minute Universe (1988)

### Romans policiers
- The Fourth Wall (1979)
- Liars and Tyrants and People Who Turn Blue (1980)
- First Gravedigger (1980)
- Your Eyelids Are Growing Heavy (en) (1981)
  - Les Paupières lourdes, Série noire no 2078, 1987
- Kill Fee (1985) 
  - On tue et tu paies, Série noire no 2074, 1987
- But He Was Already Dead When I Got There (1986)
- In-laws and Outlaws (1990)
- You Have the Right To Remain Silent (1992)
- The Apostrophe Thief (1993)
- Fare Play (1995)
- Full Frontal Murder (1997)

#### SérieMarian Larch
- The Renewable Virgin (1984)
  - Le Portrait de l'artiste en tueur, Série noire no 20871987
- Good King Sauerkraut (1989)
- He Huffed and He Puffed (1989)
  - Eh bien, chantez maintenant !, Série noire no 2198, 1989

#### SérieCaruso
- A Cadenza for Caruso (1984)
  - Intermezzo pour Caruso, Littérature policière no 24 Fleuve noir, 1985
- Prima Donna at Large (1985)
- A Chorus of Detectives (1987)

### Nouvelles de science-fiction
- Answer ‘Affirmative’ or ‘Negative’, 1972
- The Untameable Part, 1973
- The Slow and Gentle Progress of Trainee Bellringers, 1978
- The Seven Deadly Sessions, 1981
- Scarecrow Duty, 1982
- All the Dogs of Europe, 1983
- I Have To Wait for Ben Jonson, 1990
- The Secret, 1993
- The Comfort of Walls, 1993
- Never Moon a Werewolf, 1995
- Totally Tallulah, 1995
- Swimming the Moat, 1995
- Fatal Error 1000, 1996
- Earth Surrenders, 1997
- Payback, 1997

### Nouvelles policières
- The Favor, 1976
- Appetites, 1987
- Archimedes and the Doughnuts, 1991 (coécrit avec Gene DeWeese)
- Scat, 1991
  - Chat-ba-da-ba-da, dans le recueil La Griffe du chat, Joëlle Losfeld, 1994, réédition Rivages/Mystère no 28, 1998
- Making Lemonade, 1991
- Jack Be Quick, 1991
  - Jack, si rapide, dans le recueil Les Reines du crime, Presses de la Cité, 2002, réédition Pocket no 12345, 2006
- Who What When Where Why, 1991
- Homebodies, 1992
- Ho Ho Ho, 1993
- Close, But No Cigar, 1993
- Play Nice, 1994
- SpaceCat, 1994
  - Le Chat de l'espace, dans le recueil Petits Meurtres entre chats à Hollywood, Joëlle Losfeld, 1999
- Okay, Diogenes, You Can Stop Looking -- We Found Him, 1995
- Peanut Butter and Kelly, 1995
- Midnight Sun, 1995
- French Asparagus, 1996
- The Sleuth of Christmas Past, 1996
- Sic Transit Gloria, 1997
- Portrait of the Artist as a Young Corpse, 1997
- Auld Lang What ?, 1997
- Stet, 1998
- Go to the Devil, 1998
- The Secret President, 1999
- Clean Sweep, 1999
- The Reluctant Op, 1999
- Shakespeare Minus One, 1999
- Eleemosynary, My Dear Watson, 1999
- Golden Retriever, 2001

### Recueil de nouvelles
- Jack Be Quick and Other Crime Stories, 1999

## Filmographie
- 1986 : Dream Girl, épisode de la série télévisée Histoires de l'autre monde réalisé par Timna Ranon
- 1990 : Murder C.O.D., adaptation de Kill Fee réalisée par Alan Metzger

## Sources
- Claude Mesplède (dir.), Dictionnaire des littératures policières, vol. 2 : J - Z, Nantes, Joseph K, coll. « Temps noir », 2007, 1086 p. (ISBN 978-2-910686-45-1, OCLC 315873361), p. 494-495.
- Claude Mesplède, Les années "Série noire" bibliographie critique d'une collection policière, vol. 5 : 1982-1995, Amiens, Encrage, coll. « Travaux » (no 36), 2000, p. 371-372.
- Claude Mesplède, Les années "Série noire" : bibliographie critique d'une collection policière, vol. 1 : 1945-1959, Amiens, Editions Encrage, coll. « Travaux » (no 13), 1992 (ISBN 978-2-906389-34-2), p. 371-372.